# Swjatoslaw I.

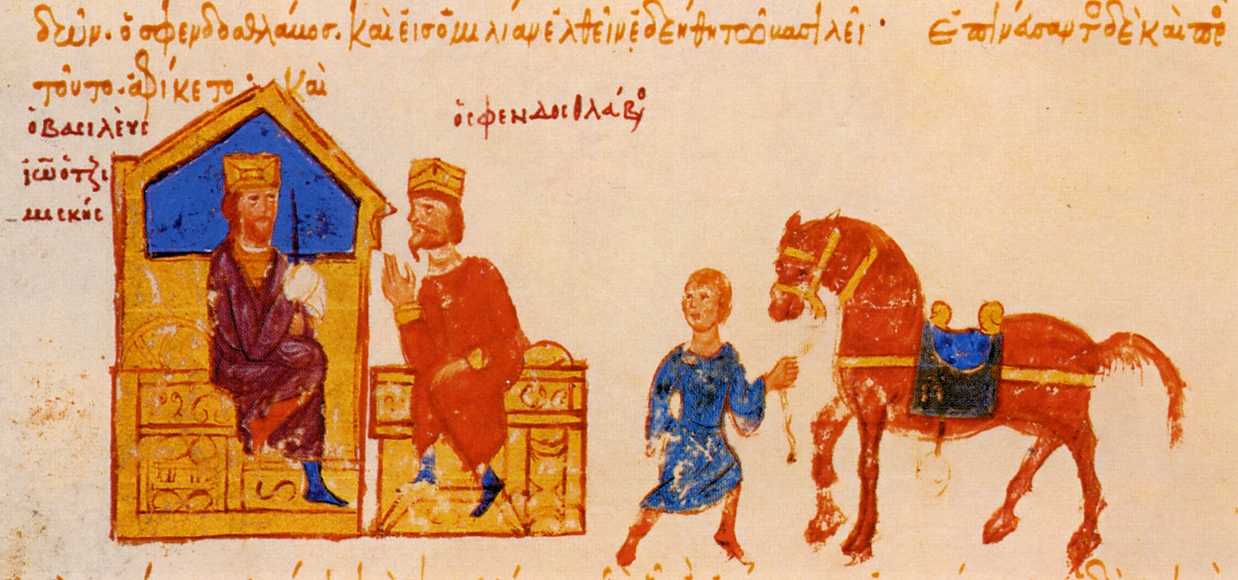
Kaiser Johannes I. Tzimiskes und Swjatoslaw, Chronik des Johannes Skylitzes, 12. Jhd.

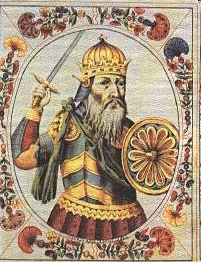
Swjatoslaw, 17. Jhd.

Swjatoslaw I. Igorewitsch (altnordisch Sveinald, altostslawisch Свѧтославъ Игоревичь Svętoslavŭ Igorevičǐ, griechisch Σφενδοσθλάβος Sphendosthlavos; * um 945; † Frühjahr 972) war von 945 bzw. 962 bis 972 Großfürst der Kiewer Rus.

## Leben

### Jugend
Swjatoslaw war der Sohn des Fürsten Igor von Kiew und der Fürstin Olga. Nach dem frühen Tod seines Vaters im Jahr 945 übernahm seine Mutter bis zur Volljährigkeit des Sohnes die Regentschaft. Olga ließ sich taufen, wenn auch nicht gesichert ist, in welchem Jahr und an welchem Ort. In der Forschung wurden in der Vergangenheit die Jahre 946, 955 und 957 diskutiert; mittlerweile scheint es gesichert zu sein, dass das Jahr 955 nicht stimmt. Mit ihrer Taufe stieß sie jedenfalls auf Widerstand, insbesondere bei ihrem Sohn Swjatoslaw.

### Beginn der Herrschaft
Um 959 übernahm Swjatoslaw die Herrschaft in Kiew. Er war ein Unterstützer der einheimischen, polytheistischen Religionen und zwang christliche Missionare, welche unter seiner Mutter Olga in die Region eingeladen worden waren, die Rus wieder zu verlassen.

### Eroberungen bei Chasaren und Donaubulgaren
Er begann einen Eroberungsfeldzug gegen die Wjatitschen.
Durch die Eroberung des Khanats der Chasaren (965–969) dehnte Swjatoslaw den Einfluss der Kiewer Rus bis an den Don und die Ostküste des Asowschen Meeres aus. Im Zuge dieses Feldzugs wurden chasarische Städte wie Samandar und die Hauptstadt Atil geplündert und nahezu vollkommen zerstört, das Chasarische Reich nahm damit sein Ende.  

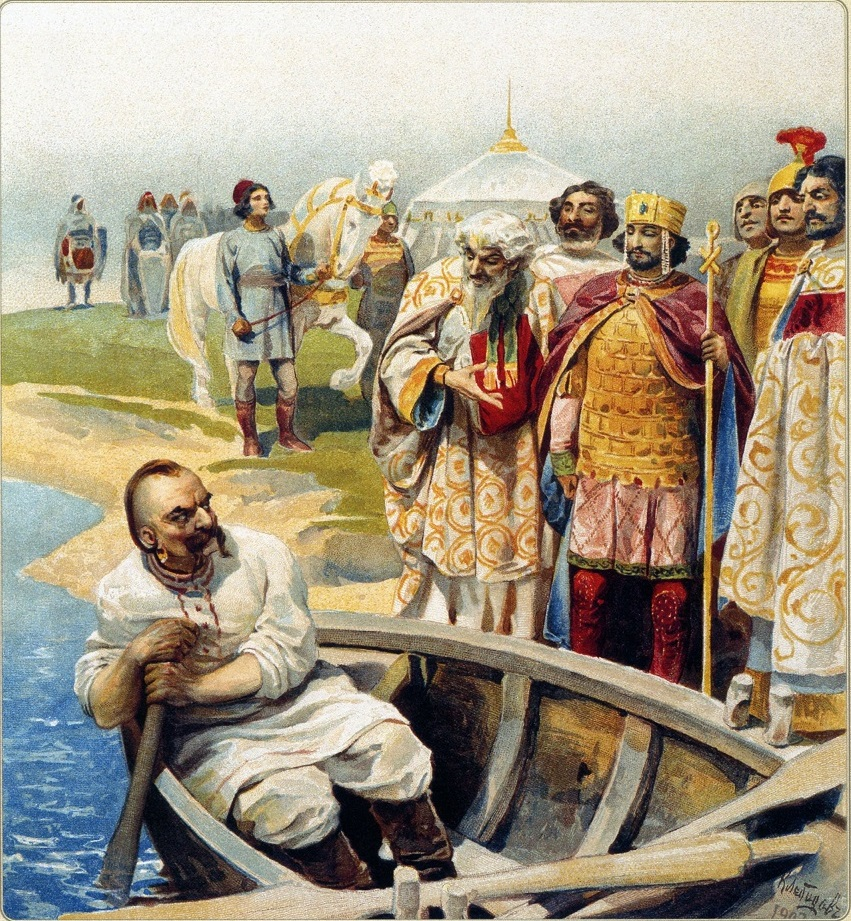
Treffen von Swjatoslaw I. und Johannes Tzimiskes. Darstellung von Klavdiy Lebedev, 1916.

Nach der Unterwerfung der Chasaren wandte sich Swjatoslaw nach Westen gegen die Donaubulgaren und eroberte 967 ihre Hauptstadt Preslaw, die er, nachdem er sich den Titel des bulgarischen Zaren zugelegt hatte, zu seiner Residenz und zur Hauptstadt der Kiewer Rus machen wollte. Ausschlaggebend für diesen Schritt dürften handelspolitische Erwägungen gewesen sein. Allerdings gibt es auch Hinweise auf kriegstreiberische Aktivitäten des byzantinischen Diplomaten Kalokyres, der mit Swjatoslaws Hilfe nach der Kaiserkrone gestrebt haben soll. Der Krieg gegen die Bulgaren störte das bis dahin vorhandene Kräftegleichgewicht.

### Friedensvertrag mit Byzanz
Im folgenden Jahr fielen die Petschenegen in die Rus ein. Kurz darauf schickte auch Kaiser Johannes I. Tzimiskes, der die Herrschaftsausdehnung der Rus an die Donau als Gefahr ansah, seine Truppen nach Bulgarien. Die Byzantiner brachten den Rus eine Reihe von Niederlagen bei, so dass Swjatoslaw sich im Juli 971 zu einem Friedensvertrag gezwungen sah. Er musste seine bulgarischen Eroberungen an Byzanz zurückgeben und auf jeden Eroberungsversuch auf dem Balkan und im nördlichen Schwarzmeerraum verzichten.

### Tod
Auf dem Rückweg in die Rus wurde Swjatoslaw I. von den Petschenegen überfallen. Deren Khan ließ den Fürsten gefangen nehmen, töten und aus Swjatoslaws Schädel einen Trinkbecher fertigen.
Nach Swjatoslaws Tod kam es zu Auseinandersetzungen zwischen seinen drei Söhnen Jaropolk, Oleg und Wladimir, in denen sich zunächst Jaropolk, dann aber Wladimir durchsetzte.

## Aussehen
Der byzantinische Chronist Leo Diaconus beschrieb Swjatoslaw als mittelgroß, blauäugig, kahlgeschoren mit einem blonden Haarbüschel als Zeichen seiner Herkunft.

## Historische Bewertung
Wegen seiner vielen Eroberungszüge wird Swjatoslaw in der Literatur oft als räuberischer Waräger-Fürst stilisiert. Dabei sollte aber bedacht werden, dass er sich offensichtlich von strategischen Überlegungen leiten ließ. Die Kriegszüge gegen die Bulgaren hatten höchstwahrscheinlich das Ziel, die wichtige Nord-Süd-Handelsverbindung zwischen Ostsee und Schwarzem Meer zu kontrollieren und dadurch eine beständige Einnahmequelle für eine auf Dauer ausgelegte Herrschaft zu sichern. Darüber hinaus hatte Swjatoslaw I. zumindest lose Kontakte zum deutschen Kaiser Otto I., die zur Absprache von Militäraktionen gegen das byzantinische Reich führten, mit dem Otto in Süditalien im Krieg lag.